# Cofidis, le Crédit en Ligne/Saison 2010
Dieser Artikel listet Erfolge und Mannschaft des Radsportteams Cofidis, le Crédit en Ligne in der Saison 2010 auf.

## Saison 2010

### Erfolge beim UCI World Calendar
Bei den Rennen des  UCI World Calendar im Jahr 2010 gelangen dem Team nachstehende Erfolge.
| Datum        | Rennen                      | Fahrer          |
| ------------ | --------------------------- | --------------- |
| 14. März     | 7. Etappe Paris–Nizza       | Amaël Moinard   |
| 27. März     | 5. Etappe Volta a Catalunya | Samuel Dumoulin |
| 26. Mai      | 17. Etappe Giro d’Italia    | Damien Monier   |
| 4. September | 8. Etappe Vuelta a España   | David Moncoutié |

### Erfolge in der UCI ProTour 2010
Bei den Rennen der UCI ProTour im Jahr 2010 gelangen dem Team nachstehende Erfolg.
| Datum         | Rennen                                       | Kat. | Fahrer           |
| ------------- | -------------------------------------------- | ---- | ---------------- |
| 19. Januar    | 1. Etappe La Tropicale Amissa Bongo          | 2.1  | Samuel Dumoulin  |
| 5. Februar    | 3. Etappe Étoile de Bessèges                 | 2.1  | Samuel Dumoulin  |
| 3.–7. Februar | Gesamtwertung Étoile de Bessèges             | 2.1  | Samuel Dumoulin  |
| 13. Februar   | 4. Etappe Tour Méditerranéen                 | 2.1  | Julien El-Farès  |
| 27. Februar   | Gran Premio dell'Insubria-Lugano             | 1.1  | Samuel Dumoulin  |
| 3. März       | Le Samyn                                     | 1.1  | Jens Keukeleire  |
| 5. März       | 1. Etappe Driedaagse van West-Vlaanderen     | 2.1  | Jens Keukeleire  |
| 7. März       | Gesamtwertung Driedaagse van West-Vlaanderen | 2.1  | Jens Keukeleire  |
| 17. März      | Nokere Koerse                                | 1.1  | Jens Keukeleire  |
| 21. März      | Grand Prix Cholet-Pays de la Loire           | 1.1  | Leonardo Duque   |
| 8. April      | 4. Etappe Circuit Cycliste Sarthe            | 2.1  | Samuel Dumoulin  |
| 13. April     | Paris–Camembert                              | 1.1  | Sébastien Minard |
| 5. Juni       | 3. Etappe Luxemburg-Rundfahrt                | 2.HC | Tony Gallopin    |
| 19. Juni      | 2b. Etappe Route du Sud (EZF)                | 2.1  | David Moncoutié  |
| 18.–20. Juni  | Gesamtwertung Route du Sud                   | 2.1  | David Moncoutié  |
| 27. Juni      | Estnische Meisterschaft – Straßenrennen      | NC   | Kalle Kriit      |
| 4. August     | 1. Etappe Paris–Corrèze                      | 2.1  | Mickaël Buffaz   |
| 4.–5. August  | Gesamtwertung Paris–Corrèze                  | 2.1  | Mickaël Buffaz   |

### Abgänge-Zugänge
| Zugänge         | Team 2009             | Abgänge               | Team 2010            |
| --------------- | --------------------- | --------------------- | -------------------- |
| Arnaud Labbe    | Bbox Bouygues Télécom | Alexandre Blain       | Endura Racing        |
| Rémi Cusin      | Agritubel             | Aljaksandr Ussau      | ISD Continental Team |
| Kevyn Ista      | Agritubel             | Florent Brard         | Karriereende         |
| Tony Gallopin   | Auber 93              | Bingen Fernández      | Karriereende         |
| Romain Zingle   | Verandas Willems      | Hervé Duclos-Lassalle | Unbekannt            |
| Kalle Kriit     | AVC Aix-en-Provence   | Maryan Hary           | Unbekannt            |
| Julien Fouchard | Neoprofi              | Sébastien Portal      | Unbekannt            |
| Jens Keukeleire | Neoprofi              | Romain Villa          | Unbekannt            |

### Mannschaft
| Name               | Geburtstag        | Nationalität |              |
| ------------------ | ----------------- | ------------ | ------------ |
| Stéphane Augé      | 6. Dezember 1974  | Frankreich   |              |
| Guillaume Blot     | 28. März 1985     | Frankreich   |              |
| Mickaël Buffaz     | 21. Mai 1979      | Frankreich   |              |
| Rémi Cusin         | 3. Februar 1986   | Frankreich   |              |
| Jean-Eudes Demaret | 25. Juli 1984     | Frankreich   |              |
| Samuel Dumoulin    | 20. August 1980   | Frankreich   |              |
| Leonardo Duque     | 10. April 1980    | Kolumbien    |              |
| Julien El-Farès    | 1. Juni 1985      | Frankreich   |              |
| Julien Fouchard    | 20. August 1986   | Frankreich   |              |
| Tony Gallopin      | 24. Mai 1988      | Frankreich   |              |
| Kevyn Ista         | 25. November 1984 | Belgien      |              |
| Christophe Kern    | 18. Januar 1981   | Frankreich   |              |
| Jens Keukeleire    | 23. November 1988 | Belgien      |              |
| Kalle Kriit        | 13. November 1983 | Estland      |              |
| Arnaud Labbe       | 3. November 1976  | Frankreich   |              |
| Sébastien Minard   | 12. Juni 1982     | Frankreich   |              |
| Amaël Moinard      | 2. Februar 1982   | Frankreich   |              |
| David Moncoutié    | 30. April 1975    | Frankreich   |              |
| Damien Monier      | 27. August 1982   | Frankreich   |              |
| Rémi Pauriol       | 4. April 1982     | Frankreich   |              |
| Nico Sijmens       | 1. April 1978     | Belgien      |              |
| Rein Taaramäe      | 24. April 1987    | Estland      |              |
| Tristan Valentin   | 23. Februar 1982  | Frankreich   |              |
| Romain Zingle      | 29. Januar 1987   | Belgien      |              |
| Stagiaires         | Stagiaires        | Nationalität | Nationalität |
| Yohann Bagot       | Yohann Bagot      | Frankreich   |              |
| Nicolas Edet       | Nicolas Edet      | Frankreich   |              |
| Adrien Petit       | Adrien Petit      | Frankreich   |              |

## Trikot

2010